# Шельфовий льодовик Фільхнера

Найбільші шельфові льодовики Антарктиди.
Росса (472960 km²)
Ронне-Фільхнера (422420 km²)
Еймері (62620 km²)
Ларсена (48600 km²)
Рісер-Ларсена (48180 km²)
Фімбул (41060 km²)
Шеклтона (33820 km²)
Георга VI (23880 km²)
Західний (16370 km²)
Вілкінса (13680 km²)

Шельфовий льодовик Фільхнера  (англ. Filchner-Ronne Ice Shelf) — шельфовий льодовик в Західній Антарктиді, між Берегом Луїтпольда і височиною Беркнер. Вдається до моря Ведделла.

## Опис
Протяжність льодовика із заходу на схід становить близько 200 км, з півночі на південь - до 450 км. Висота в крайовій частині досягає 30 м, в центральній і тиловій частинах — 70-120 м. Товщина льоду відповідно змінюється від 200 до 700 м. Приблизно кожні 15-20 років від краю льодовика відколюються гігантські айсберги і з одним з таких айсбергів у 1986 році була віднесена в океан радянська наукова станція Дружна-1.
У серпні 1986 року від шельфового льодовика Фільхнера відколовся айсберг А23а, який за своїми розмірами 4,32 тис. км² вдвічі перевищував Великий Лондон і важив майже 1 трлн тонн. Впродовж декількох десятирічь він вважався найбільшим айсбергом у світі, проте пізніше він розколовся на три окремих айсберги і втратив свій титул. А23а залишався нерухомим у морі Ведделла на десятиліття, але вже в  2023 році, згідно повідомлення британської антарктичної служби British Antarctic Survey (BAS), яка досліджує процеси на холодних полюсах планети, він вперше почав свій рух. Станом на кінець 2024 року, А23а почав дрейф у водах Південного океану.

## Історія
Льодовик був відкритий в 1912 році німецькою антарктичною експедицією Вільгельма Фільхнера і названий на його честь. У різні роки на льодовику функціонували полярні станції СРСР, США, Великої Британії. В даний час тут діє аргентинська станція Бельграно II.

## Наукові дослідження
У лютому 2021 року під час буріння льодовику на дні океану під ним виявлено невідомі тварини, подібні до губок. Раніше вважали, що в таких умовах в Антарктиді бентосні організми не існують.